# Bailleul, Orne
Bailleul är en kommun i departementet Orne i regionen Normandie i nordvästra Frankrike. Kommunen ligger i kantonen Trun som tillhör arrondissementet Argentan. År 2022 hade Bailleul 608 invånare.

## Befolkningsutveckling
Antalet invånare i kommunen Bailleul
| Referens: INSEE |